# Landeværnspartiet
Landeværnspartiet (islandsk: Landvarnarflokkurinn) var et islandsk politisk parti, der blev grundlagt i 1902. Partiet ønskede forbindelsen mellem Danmark og Island reduceret til en personalunion uden andre bånd mellem de to lande end fælles statsoverhoved, hvilket var den mest yderliggående position i spørgsmålet blandt datidens islandske partier. 
Partiet opstod som protest mod udsigten til et kompromis med Danmark i spørgsmålet om Islands selvstændighed, efter at systemskiftet i 1901 havde medført en langt mere imødekommende dansk holdning til de islandske ønsker om udstrakt selvstyre, som blev formuleret af Hjemmestyrepartiet og Valtýingarne. Dets ledere var dommer Jón Jensson og lektor ved Latinskolen i Reykjavik Bjarni Jónsson. Det var forbundet med den patriotiske landeværnsbevægelse, der bl.a. grundlagde ungdomsforeninger over hele landet fra 1906 og fremefter, og inspirerede grundlæggerne af de Uafhængige bønder.
Præsten og altingsmedlemmet Sigurður Jensson gik over til det nye parti og repræsenterede det i Altinget 1902-07. Den 29. juni 1907 afholdt Landeværnspartiet et massemøde på Thingvellir-sletten sammen med Þjóðræðisflokkurinn med 7.000 fremmødte (Island havde ca. 85.000 indbyggere på det tidspunkt). Her protesterede man mod udsigten til et kompromis med Danmark i forfatningssagen og Þjóðræðisflokkurinn erklærede, at de fra nu af var "selvstændighedens parti". Sigurður Jensson gik efterfølgende med til Þjóðræðisflokkurinns gruppemøder i Altinget uden formelt at tilslutte sig partiet. Ved altingsvalget 1908 indgik de to partier et valgforbund, der stillede op under navnet Selvstændighedspartiet. Landeværnspartiet fik  Bjarni Jónsson valgt, og da Altinget samledes næste gang i juli 1909 stiftede han og Þjóðræðisflokkurinns tingmænd formelt Selvstændighedspartiet. 
Jón Jensson gik ikke med ind i det nye parti, men tilsluttede sig i stedet sine gamle modstandere i Hjemmestyrepartiet, hvilket mere skyldtes personlige modsætninger til Þjóðræðisflokkurinns ledere end uenighed med det nye Selvstændighedspartis politiske mål. 